# Gopher
Gopher és un protocol de cerca de documents per Internet que permetia navegar per la xarxa a través d'un sistema d'arxius en forma d'arbre.
En aquest sistema d'arxius s'hi emmagatzemaven pàgines de text simple sense vincles. És el sistema predecessor de la World Wide Web que l'ha tornat obsolet. El seu sistema de text era adequat per a l'època en què es va emprar, en què s'accedia a l'ordinador central remotament a través d'un terminal. Va ser presentat el 1991 per la Universitat de Minnesota i es diu que el seu nom pot provenir de dues coses ben diferents, de la mascota de la universitat o de l'acció en anglès "anar per", és a dir go-for. Encara hi ha exploradors web compatibles amb aquest sistema:
- Lynx, un navegador basat en text, és qui té el grau de compatibilitat més elevat
- Mozilla Firefox és compatible en la seva versió 3 i parcialment compatible en les anteriors
- Opera és parcialment compatible a partir de la versió 9 gràcies a l'ús de proxies
- Microsoft va eliminar-lo del seu Internet Explorer l'any 2002 tot i que a la versió 7 es pot tornar a activar amb certes restriccions.